# Щодрохово (Ґостинський повіт)
Щодрохово (пол. Szczodrochowo, нім. Wiesenhof) — село в Польщі, у гміні Ґостинь Гостинського повіту Великопольського воєводства.
Населення — 79 осіб (2011).
У 1975-1998 роках село належало до Лешненського воєводства.

## Демографія
Демографічна структура станом на 31 березня 2011 року:
|          | Загалом | Допрацездатний вік | Працездатний вік | Постпрацездатний вік |
| -------- | ------- | ------------------ | ---------------- | -------------------- |
| Чоловіки | 49      | 11                 | 35               | 3                    |
| Жінки    | 30      | 4                  | 18               | 8                    |
| Разом    | 79      | 15                 | 53               | 11                   |